# Civilforsvaret (dokumentarfilm)
Civilforsvaret er en dansk dokumentarfilm fra 1951 instrueret af Henning Carlsen efter eget manuskript.

## Handling
En opfordring til at melde sig til civilforsvaret. Eksempler fra anden verdenskrig viser, hvordan en indsats fra civil side kan begrænse ulykkernes omfang.